# 森嶋優花
森嶋 優花（もりしま ゆうか、1997年3月16日 - ）は、日本の女性声優。京都府出身。81プロデュース所属。声優ユニット『Run Girls, Run!』の元メンバーで同ユニットのリーダーだった。

## 略歴
高校のころより幅広く活躍する声優業への憧れから声優の仕事を志し、様々なオーディションに挑戦する。2013年に開催された「ミルキィホームズシスターズ メンバースカウトオーディション」では最終審査に進むも落選。この時にグランプリを取った同じ京都出身の伊藤彩沙と知り合いになり、デビュー後も何度か共演している。また、このオーディションにゲスト出演していた三森すずこは森嶋優花のデビュー作である『Wake Up, Girls! 新章』や、その後に森嶋優花がメインキャストとして出演している『キラッとプリ☆チャン』などで共演している。2016年の「キミコエ・オーディション」にも参加し、最終審査に残り、合宿やレッスンの模様を伝えるテレビ番組にも出演していた。この時に知り合った「NOW ON AIR」のメンバーとはその後も交流があり、2019年12月に京都で開催されたライブイベントにてはじめて共演する。
森嶋優花はAnimelo Summer Liveに出演していたWake Up, Girls!を見るなどして、その作品や曲に触れていたが、2016年に募集の始まった『avex×81produce Wake Up, Girls! AUDITION 第3回アニソン・ヴォーカルオーディション』に合格て81プロデュースとエイベックス・ピクチャーズに所属し、2017年7月に林鼓子、厚木那奈美と共に3人組のユニットRun Girls, Run!を結成する。Run Girls, Run!には当初はリーダーは設定されていなかったが、2018年2月には森嶋優花がリーダーとなったことが公表された。
『Wake Up, Girls! 新章』では自身の名字と読みが共通する「守嶋音芽」（もりしまおとめ）役でアニメ作品への初出演、2018年4月から放送の始まった『キラッとプリ☆チャン』では紫藤める役でレギュラーに、2019年1月に放送の『ガーリー・エアフォース』ではメインヒロインのグリペンを演じるなど、声優としての活動を続けている。また、Run Girls, Run!としてアーティスト活動を行いつつ、『Run Girls, Radio!!』『Share the Night』といったラジオ番組や、生放送の動画番組『Run Girls, Run!の3人4脚自由形』に出演している。
2019年に京都で開催された国際博物館会議 京都大会のプレイベントとして2019年1月から3月にかけて実施された「京都謎解きミュージアム巡り 古き学び舎と封印の石」では京都弁のキャラクターを演じるなど、京都に関する仕事にもいくつか携わり、また、2019年11月24日の『Run Girls, Run! 2nd Anniversary LIVE 1.2.3ジャンプ!!! in 京都』では京都への凱旋公演も行った。
Run Girls, Run!の8枚目のシングルで、『キラッとプリ☆チャン』の最後のオープニング主題歌である『ドリーミング☆チャンネル!』の発売日、2021年5月19日の夜、YouTubeにて生配信された番組にてTwitterの個人アカウントの開設が発表され、その場で公開された。それまではSNSは週に1度のRun Girls, Run!のブログと、スタッフや他メンバーとの共用アカウントであったRun Girls, Run!の公式Twitter（現在のX、以下Twitter）アカウント等を使用して発信を行っていた。2021年7月29日には更新の止まっていたRun Girls, Run!のTikTokアカウントを森嶋優花個人が引き継いでリニューアルを行ない、投稿を開始した。
2023年3月31日をもってRun Girls, Run！は解散したが、個人としては引き続き活動を継続していく。これに伴い、TwitterアカウントのIDが「rgr_yuuka」から「yuuu_ka0316」に変更された。

## 人物
血液型はA型。方言は京都弁・関西弁。趣味は写真撮影、特技は子犬の鳴き真似としている。愛称はもっちー。
Run Girls,Run!のオーディションを受けた際に「京都府出身なのに、実は抹茶を飲んだ事がない」と語っている。

## 出演
太字はメインキャラクター。

### テレビアニメ
2017年
- Wake Up, Girls! 新章（守島音芽）

2018年
- キラッとプリ☆チャン（2018年 - 2021年、女の子、女子高生、観客、紫藤める）
- 異世界魔王と召喚少女の奴隷魔術（2018年 - 2021年、メイ、受付嬢 赤） - 2シリーズ

2019年
- ガーリー・エアフォース（グリペン）
- かぐや様は告らせたい〜天才たちの恋愛頭脳戦〜（2019年 - 2022年、女子生徒B、駿河すばる） - 2シリーズ
- アサシンズプライド（マイラ、女生徒、デイジイ）

2020年
- ネコぱら（カカオ）
- グレイプニル（女子生徒）

2021年
- ラブライブ!スーパースター!!
- 舞妓さんちのまかないさん（2021年 - 2022年、女子学生、舞妓）
- ワッチャプリマジ!（2021年 - 2022年、柚鶏こずえ、コーデメイツ、スタッフ①、ボルト、あまね親衛隊、金野卵 他）

2022年
- であいもん（小梅）
- 連盟空軍航空魔法音楽隊ルミナスウィッチーズ（客車の妹）

2023年
- MIX MEISEI STORY 2ND SEASON 〜二度目の夏、空の向こうへ〜（友達B）
- おじゃる丸（子犬、女子高生、綿毛、子ども鬼、女房、ヘイアン女子）
- 聖女の魔力は万能です（貴族令嬢）

2024年
- ぽんのみち（二人組の女の子）
- 青のミブロ（お客）
- 甘神さんちの縁結び（2024年 - 2025年、女子生徒、少女、きせき園の子供、参拝客）

2025年
- 前橋ウィッチーズ（三俣弥生）

### 劇場アニメ
- KING OF PRISM ALL STARS -プリズムショー☆ベストテン-（2020年、観客）
- ブルーサーマル（2022年、佐藤[39]）
- i☆Ris the Movie - Full Energy!! -（2024年、ベージュリス）
- 劇場版すとぷり はじまりの物語〜Strawberry School Festival!!!〜（2024年、店員）

### Webアニメ
- 天空侵犯（2021年、素増田恵利伽）
- コタローは1人暮らし（2022年、二葉透子[40]）
- ブルーアーカイブ 1.5周年記念ショートアニメーション（2022年、鰐渕アカリ[41]）

### ゲーム
2018年
- Wake Up, Girls! 新星の天使（守島音芽）
- ブラウンダスト（キュウビ）
- 異世界魔王と召喚少女の奴隷魔術 X Reverie（メイ）
- 月煌－Luster－（エレン・エリーザ）
- キラッとプリ☆チャン（める）

2019年
- 城姫クエスト 極（高槻城、土浦城）
- まちむす 地球防衛ライブ（ミュンヘン、京都）

2020年
- メリーガーランド（ペピ、ケイト、クッキー）
- 社長、バトルの時間です!（マレナ・ディアラ）
- 阿卡迪亞（月珠）
- 女神降ろし（オモイカネ）
- りゅうおうのおしごと！
- ドラガリアロスト（クズハ）

2021年
- ブルーアーカイブ -Blue Archive-（2021年 - 2024年、鰐渕アカリ）
- アズールレーン（応瑞、肇和）
- パズルガールズ（龍鳳、イフリート）
- ワッチャプリマジ!（コーデメイツ）

2022年
- ヴェルヴェット・コード（ジャベリン）
- モンスターストライク（バレン）
- アクション対魔忍（久笠ひかげ）
- デスティニーチャイルド（船長エリシオン）
- ラブライブ! スクールアイドルフェスティバル ALL STARS（加藤ツムギ）

2023年
- とある魔術の禁書目録 幻想収束（有村絵恋）
- ハツリバーブ（2023年 - 2024年、キンクラ、クリム、鈴木清風）

### デジタルコミック
- 片想いミステイク！（2019年、ママ 他[66][67][68]）
- 青のアイリス（2021年、綾芽[69]）

### 吹き替え

#### アニメ
- アリスとふしぎのくにのベーカリー（2022年 -、ジョジョ）
- パディントンのぼうけん（2024年 - 2025年、トック） - 2シリーズ[一覧 3]

### テレビ
- Run Girls, Run!のらんがばん!（2019年7月5日 - 9月20日、TOKYO MX）

### ラジオ
※はインターネット配信。
- Wake Up, Girls!とRun Girls, Run!のオールナイトニッポンi（2017年10月3日 - 2018年9月25日、オールナイトニッポンi※） - 不定期パーソナリティ[72]
- Run Girls, Radio!（2017年10月3日 - 2018年1月30日、HiBiKi Radio Station※）[73]
- Run Girls, Radio!!（2018年4月9日 - 2020年6月23日、HiBiKi Radio Station※）[74]
- Run Girls, Run!のオールナイトニッポンi（2019年1月1日 - 8月27日、オールナイトニッポンi※） - 不定期パーソナリティ[75]
- ネコぱらじお（2020年1月1日 - 4月20日、HiBiKi Radio Station※）[76]
- Share the Night（2020年1月2日 - 10月1日、FMヨコハマ）[77]
- らんが放送部 森嶋優花のもちもちなキモチ★（2020年8月18日 - 12月2日 -、ニコニコチャンネル※）[78]
- Run Girls, Run!の2人3脚自由形（2020年8月18日 - 12月2日、ニコニコチャンネル※）[78]
- Run Girls, Run！のらんがちゃんねる出張版（2021年3月20日 -、YouTube※）

### インターネット放送
- ライブダムカンパニー（2018年7月14日 - 2019年9月28日、FRESH LIVE[79][80]）
- プリパラ・キラッとプリ☆チャン特別番組（2019年1月7日、TSUTAYA TV[81]）
- Run Girls, Run!の3人4脚自由形（2019年12月10日 - 2020年12月1日、ニコニコチャンネル・YouTube）[82]
- Run Girls, Run!のらんがちゃんねる（2021年1月19日 -、ニコニコチャンネル・YouTube）[83]

### ドラマCD
- 嫌いでいさせて（2021年3月26日 - 2024年6月10日、土屋湊） - 5作品[一覧 4]

### オーディオブック
- 七日の喰い神（2019年、ラティメリア[89]）
- とある飛空士への誓約（2019年、セシル・ハウアー[90][67]）
- リベンジャーズ・ハイ（2020年、ラン・チウミ[91]）
- 100人の英雄を育てた最強預言者は、冒険者になっても世界中の弟子から慕われてます（2020年 - 2024年、リンネ ほか）- 2作品[一覧 5]
- クズと天使の二周目生活 2（2021年、リノ ほか[94]）
- 年下寮母に甘えていいですよ?（2021年、一之瀬弥栄[95]）
- 現実でラブコメできないとだれが決めた？ （2022年 - 2024年、日野春幸）- 6作品[一覧 6]
- ふあゆ（2022年、ジュゲム ほか[103]）
- ホラー女優が天才子役に転生しました 〜今度こそハリウッドを目指します!〜（2023年、夕顔美海[104]）
- こんな小説、書かなければよかった。（2024年、朗読、佐中しおり[105]）
- きゃくほんかのセリフ!2（2025年、大樋里亜 ほか[106]）
- 【悲報】お嬢様系底辺ダンジョン配信者、配信切り忘れに気づかず同業者をボコってしまう けど相手が若手最強の迷惑系配信者だったらしくアホ程バズって伝説になってますわ!?（2025年、山田カリン） - 2作品[一覧 7]

### CM
- avex 全話見Blu-rayシリーズ（2020年7月10日 - 、ナレーション[109][110][111]）

### 朗読劇
- Girls Reading Aloud in Yokohama -童話シリーズ vol.5-（2022年3月20日、横浜ランドマークホール）[112]
- Girls Reading Theater「童話シリーズ」 GW Special（2022年5月4日、浅草花劇場）[113]
- 音楽朗読劇パレード（2022年9月7日 - 11日、劇場HOPE） - 女 役[114]
- 演劇ユニット【爆走おとな小学生】朗読劇『カラフル』再演（2023年11月17日・19日、CBGKシブゲキ!!） - 植田千晴 役[115]
- 音楽朗読劇パレード（2024）（2024年10月18日 - 20日、上野ストアハウス） - 女 役[116]

### 舞台
- ナナステ☆スイーティブストーリーズ～起源・永遠の願い～（2020年4月1日 - 5日、新宿村LIVE） - 箏 役 ※上演中止・映像のみ発売[注 2]
- プロジェクト東京ドールズ THE GARDEN ／ SKY TOWER（2021年2月21日 - 28日、シアター1010） - 南田カナ 役（ダブルキャスト）[120]

### その他
- ヨースケコースケ ULTIMATE ONEMAN LIVE 2022（2022年12月4日、開演ナレーション[121][122]）

## ディスコグラフィ

### キャラクターソング
| 発売日   | 商品名                                                                 | 歌                                                                   | 楽曲                                   | 備考                                                     |
| 2018年   | 2018年                                                                 | 2018年                                                               | 2018年                                 | 2018年                                                   |
| -------- | ---------------------------------------------------------------------- | -------------------------------------------------------------------- | -------------------------------------- | -------------------------------------------------------- |
| 12月5日  | キラッとプリ☆チャン♪ソングコレクション〜2ndチャンネル〜                | メルティックスター                                                   | 「COMETIC SILHOUETTE」                 | テレビアニメ『キラッとプリ☆チャン』挿入歌                |
| 2019年   |                                                                        |                                                                      |                                        |                                                          |
| 2月27日  | Colorful☆Wing                                                          | グリペン（森嶋優花）、イーグル（大和田仁美）、ファントム（井澤詩織） | 「Colorful☆Wing」                      | テレビアニメ『ガーリー・エアフォース』エンディングテーマ |
| 2月27日  | Colorful☆Wing                                                          | グリペン（森嶋優花）、イーグル（大和田仁美）、ファントム（井澤詩織） | 「Daisy*impulse」                      | テレビアニメ『ガーリー・エアフォース』関連曲             |
| 5月25日  | GAME Pri☆chan Music Collection vol.1                                   | メルティックスター                                                   | 「チョコッティこちょハート」           | ゲーム『キラッとプリ☆チャン』収録曲                      |
| 9月11日  | キラッとプリ☆チャン♪ミュージックコレクション                           | メルティックスター                                                   | 「寝ても覚めてもDREAMIN' GIRL」        | テレビアニメ『キラッとプリ☆チャン』挿入歌                |
| 9月11日  | キラッとプリ☆チャン♪ミュージックコレクション                           | ミラクル☆スター                                                      | 「キラッとスタート」                   | テレビアニメ『キラッとプリ☆チャン』挿入歌                |
| 9月14日  | GAME Pri☆chan Music Collection vol.2                                   | ミラクル☆キラッツ、メルティックスター                                | 「ハッピーピクニック」 「U.S.A」       | ゲーム『キラッとプリ☆チャン』収録曲                      |
| 9月14日  | GAME Pri☆chan Music Collection vol.2                                   | 桃山みらい（林鼓子）、紫藤める（森嶋優花）                           | 「LOVEマシーン」                       | ゲーム『キラッとプリ☆チャン』収録曲                      |
| 12月11日 | キラッとプリ☆チャン♪ソングコレクション〜メルティックスターチャンネル〜 | 紫藤める（森嶋優花）                                                 | 「スペース！スパイス！スペクタクル！」 | テレビアニメ『キラッとプリ☆チャン』挿入歌                |
| 12月11日 | キラッとプリ☆チャン♪ソングコレクション〜メルティックスターチャンネル〜 | メルティックスター                                                   | 「La La Meltic StAr」                  | テレビアニメ『キラッとプリ☆チャン』挿入歌                |
| 2020年   |                                                                        |                                                                      |                                        |                                                          |
| 3月18日  | ネコぱら サウンドコレクションアルバム                                  | ショコラ（八木侑紀）、バニラ（佐伯伊織）、カカオ（森嶋優花）         | 「陽だまりの香り」                     | テレビアニメ『ネコぱら』エンディングテーマ               |
| 6月24日  | キラッとプリ☆チャン♪ミュージックコレクション Season.2                  | オール☆ジュエルアイドルズ                                            | 「ダイヤモンドスマイル」               | テレビアニメ『キラッとプリ☆チャン』挿入歌                |
| 6月24日  | キラッとプリ☆チャン♪ミュージックコレクション Season.2                  | ブランニュー☆ガールズ                                                | 「Brand New Girls」                    | テレビアニメ『キラッとプリ☆チャン』エンディングテーマ    |
| 12月2日  | キラッとプリ☆チャン♪ソングコレクション〜from MELODY FANTASY〜          | メルティックスター                                                   | 「Merry Merry Fantasia!」              | テレビアニメ『キラッとプリ☆チャン』挿入歌                |
| 2021年   |                                                                        |                                                                      |                                        |                                                          |
| 6月23日  | キラッとプリ☆チャン♪ソングコレクション 〜 from PRI☆CHAN LAND 〜        | ミラクル☆スター                                                      | 「One Heart」                          | テレビアニメ『キラッとプリ☆チャン』エンディングテーマ    |
| 2024年   |                                                                        |                                                                      |                                        |                                                          |
| 10月21日 | ブルーアーカイブ 青春あんさんぶる Vol.7 「美食研究会」                 | 美食研究会                                                           | 「美食追求の道 ～いただきます！～」    | ゲーム『ブルーアーカイブ』関連楽曲                       |

### その他参加楽曲
| 発売日         | 商品名 | 歌       | 楽曲                          | 備考                                                             |
| -------------- | ------ | -------- | ----------------------------- | ---------------------------------------------------------------- |
| 2017年12月26日 | -      | 森嶋優花 | 「せいいっぱい、つたえたい!」 | カラオケ『LIVE DAM STADIUM・LIVE DAM Ai あにそんボーカル』配信曲 |

### 映像作品

#### 参加映像作品
- プリパラ＆キラッとプリ☆チャンAUTUMN LIVE TOUR み〜んなでアイドルやってみた！（2019年）[130]
- み〜んなでキラッとプリティーライブ2018（2019年）[131]
- せいいっぱい、つたえたい!（2019年）– カラオケ『LIVE DAM Ai』の「あにそんボーカル」で配信されている森嶋優花が出演のミュージックビデオ。オリジナルは三森すずこの曲。
- プリパラ＆キラッとプリ☆チャンAUTUMN LIVE TOUR 2019 〜キラッと! アイドルはじめる時間だよ!〜（2020年）[132]
- プリパラ&キラッとプリ☆チャン Winter Live 2019（2020年）[133]
- Hello! プリ☆チャンワールド（2021年）[134]
- プリパラ&キラッとプリ☆チャン Winter Live 2020（2021年）[135]
- 舞台プロジェクト東京ドールズ 二期三期Blu-ray BOX（2021年）[136]
- Welcome to プリ☆チャンランド!（2022年）[137]
- 特典「Pretty series 10th Anniversary Pretty Festival」DVD（2022年）[注 4]

## 書籍

### 写真集
- Run For You！（2022年3月9日、エイベックス・ピクチャーズ） - クラウドファンディングにより制作したRun Girls, Run!の写真集[139]

### 新書
- 埋もれない声優になる！ 音響監督から見た自己演出論 （2022年03月23日、星海社新書） - 音響監督の長崎行男著。佐々木未来との鼎談に参加[140]

## ライブ・イベント

### イベント
| 出演日              | タイトル | 会場                                              |
| ------------------- | --- | ------------------------------------------------- |
| 2018年7月15日       | インターネットラジオステーション＜音泉＞27時間ニコ生放送 公開パート 集まれ！ハムスター女子！                                                                         | 有楽町朝日ホール（東京都）                        |
| 2018年10月7日       | 電撃文庫25周年記念 秋の電撃祭 「ガーリー・エアフォース」スペシャルステージ                                                                                           | ベルサール秋葉原（東京都）                        |
| 2018年11月17日      | 「キラッとプリ☆チャン」がネットルール安全教室やってみた! | 東京ソラマチ5階スペース634（東京都）              |
| 2019年1月5日        | TVアニメ「ガーリー・エアフォース」先行上映会 | ユナイテッド・シネマ アクアシティお台場（東京都） |
| 2019年1月20日       | 異世界魔王と召喚少女の大召喚祭 | 有楽町よみうりホール（東京都）                    |
| 2019年3月23日       | AnimeJapan 2019 1日目 ガーリー・エアフォース -最終回へTake Off！ステージ-                                                                                            | 東京ビッグサイト（東京都）                        |
| 2019年3月23日       | AnimeJapan 2019 1日目 ガーリー・エアフォース 最終回直前！スペシャルステージ                                                                                          | 東京ビッグサイト（東京都）                        |
| 2019年3月24日       | AnimeJapan 2019 2日目 「キラッとプリ☆チャン」シーズン2放送直前ステージやってみた!                                                                                    | 東京ビッグサイト（東京都）                        |
| 2019年5月26日       | 『ガーリー・エアフォース』スペシャルイベント | NEW PIER HALL（東京都）                           |
| 2019年12月24日      | TVアニメ「ネコぱら」 第1話・第2話☆クリスマスイヴ先行上映会 | TOHOシネマズ 上野（東京都）                       |
| 2020年2月9日        | ワンダーフェスティバル2020[冬] ワンダフルホビーライフフォーユーブース 生ワンホビTV 『ネコぱら』ステージ                                                              | 幕張メッセ 国際展示場（千葉県）                   |
| 2020年2月22日       | TVアニメ「ネコぱら」 第7話・第8話☆ネコの日振り返り&先行上映会 | TOHOシネマズ 上野（東京都）                       |
| 2021年3月16日       | もちもちBirthday!～いまがいちばんにっこにこ♡～ | 無観客生配信 / ZAIKO                              |
| 2021年5月22日、23日 | Pretty series 10th Anniversary Pretty Festival | 幕張イベントホール（千葉県）                      |
| 2021年11月26日      | プロジェクト東京ドールズ 特別イベント | harevutai（東京都）                               |
| 2023年2月4日        | 『声グラコレクション』 meets メチャカリ 夜の部 | 全電通労働会館（東京都）                          |
| 2023年4月16日       | Next Stars Circle vol.7 | 福岡市科学館サイエンスホール（福岡県）            |
| 2023年5月1日        | 緑川さら役“若井友希さん、紫藤める役“森嶋優花”さん 『キラッとプリ☆チャン みんなのいいねで何かがうまれる！？キラッとバーチャルライブ！』舞台挨拶付きミニトークイベント | Hall Mixa（東京都）                               |